# Ngô Bảo Châu
Dans ce nom, le nom de famille, Ngô, précède le nom personnel.
Ngô Bảo Châu, né le 28 juin 1972 à Hanoï, est le premier mathématicien vietnamien (naturalisé français au début de l'année 2010) à avoir reçu le Clay Research Award, en 2004. Ses travaux portent sur le programme de Langlands. Il est également récipiendaire de la médaille Fields en 2010.

## Biographie

### Formation
Ngô Bảo Châu est né dans une famille d'intellectuels de Hanoï. Son père, Ngô Huy Cẩn, est physicien et sa mère est médecin. À l'âge de quinze ans, il est admis en classe de mathématiques au lycée spécialisé de l'université nationale du Viêt Nam. Pendant cette période, Ngô Bảo Châu participera aux 29e et 30e Olympiades internationales de mathématiques, et y recevra deux médailles d'or, devenant ainsi le premier Vietnamien à remporter un tel palmarès. Il est reçu à cette occasion par Đỗ Mười, alors président du Conseil des ministres du Viêt Nam.
Il commence à apprendre le hongrois, dans le but d'aller à Budapest après le lycée, mais la chute du mur de Berlin, en 1989, remet en cause ce projet, le nouveau gouvernement hongrois suspendant les bourses d'études accordées aux étudiants vietnamiens. 
Il obtient alors une bourse du gouvernement français pour étudier à l'université Pierre-et-Marie-Curie, à Paris, de 1990 à 1992. Il intègre l'École normale supérieure en 1992, puis y obtient un DEA.
Il obtient son doctorat à l'université Paris-Sud en 1997 (thèse : Le lemme fondamental de Jacquet et Ye en égales caractéristiques), sous la direction de Gérard Laumon (qui a eu comme autre élève Laurent Lafforgue, médaille Fields en 2002). Il reçoit, en 2003, l'habilitation à diriger des recherches (HDR) de l'université Paris-Nord.

### Enseignements et recherches
Ngô Bảo Châu est entré au CNRS comme chargé de recherche à l'automne 1998, affecté au Laboratoire LAGA de l'université Paris 13. Il y resta jusqu'en 2004. Il soutient son habilitation à diriger des recherches (HDR) en 2003, et a été recruté comme professeur à l'université Paris-Sud en 2004. 
En 2004, Ngô Bảo Châu et Gérard Laumon ont reçu le Clay Research Award pour leur preuve du lemme fondamental pour les groupes unitaires. En 2008, Ngô Bảo Châu a annoncé une preuve du lemme fondamental pour les algèbres de Lie (pour laquelle il a reçu la Médaille Fields 2010).
Depuis 2007, il est détaché à l'Institute for Advanced Study de Princeton, et il accepte un poste de professeur en mathématiques à l'université de Chicago à partir du mois de septembre 2010. Depuis 2011, il est aussi directeur scientifique du "Vietnam Institute for Advanced Study in Mathematics". En 2020, il entre au Collège de France sur la chaire de Formes automorphes.

## Récompenses
- 1988 et 1989 : Ngô Bảo Châu participe aux 29es et 30es Olympiades internationales de mathématiques, et y reçoit deux médailles d'or (42 points sur 42 en 1988[12] et 40 points sur 42 en 1989[13]) ;
- 2004 : Ngô Bảo Châu et Gérard Laumon reçoivent le Clay Research Award pour leur preuve du lemme fondamental pour les groupes unitaires ;
- 2007 : prix Sophie-Germain
- 2007 : prix de l'Institut de recherche mathématiques d'Oberwolfach
- 2010 : Ngô Bảo Châu reçoit la médaille Fields au congrès international des mathématiciens à Hyderabad, en Inde[2]
- Chevalier de la Légion d'honneur (2012)[14]